# Ishavshästsvans
Ishavshästsvans (Hippuris tetraphylla) är en vattenväxt i familjen Grobladsväxter. 